# Успение Богородично (Бела църква)
„Успение на Пресвета Богородица“ (на македонска литературна норма: „Успение на Пресвета Богородица“) е възрожденска православна църква в прилепското село Кривогащани, Северна Македония. Църквата е под управлението на Преспанско-Пелагонийската епархия на Македонска православна църква.
В надпис над входа е изписана годината 1878, която обаче вероятно е само годината на обновяването на храма и на изписване на втория стенописен слой. В архитектурно отношение е еднокорабна засводена сграда, с полукръгла апсида на източната страна. При строежа на сградата са използвани мраморни и каменни антични плочи с надписи, няколко стели с релефи и други архитектурни елементи от римския период, носени от Бучинското кале.
В 1990 година Виктор Лилчич открива при църквата основи на раннохристиянска базилика.